# Charles Malapert
Pour les articles homonymes, voir Malapert.
Charles Malapert, né en 1581 à Mons, Hainaut, Belgique et mort en 1630, Vitoria, Pays basque (Espagne), était un prêtre jésuite, poète latin, enseignant et astronome belge du XVIIe siècle.

## Biographie
Homme aux talents et compétences diverses et à la vocation internationale, Charles Malapert fut professeur de mathématiques en Pologne et au collège d'Anchin à Douai. Il fut responsable (recteur) du Collège des Écossais à Douai, et ensuite recteur à Arras, à l'Université de Pont-à-Mousson. Enfin il fut nommé professeur de mathématiques au collège impérial de Madrid mais mourut en cours de route, alors qu'il se rendait à son nouveau poste.
Il contribua à l'essor des connaissances scientifiques de son époque en publiant des travaux importants dans le domaine des mathématiques et de l'astronomie. Il était en correspondance avec Mersenne.

## Hommages
- Un cratère lunaire porte le nom de Malapert
- Une rue de Mons, en Belgique, porte son nom.